# Juninho (Fußballspieler, 1989)
Vítor Gomes Pereira Júnior, kurz Juninho (* 8. Januar 1989 in São José dos Campos, Brasilien), ist ein brasilianischer Fußballspieler, welcher derzeit vereinslos ist.

## Karriere
Juninho spielte in seiner Jugend bei FC São Paulo, wo er 2006 die U-17-Meisterschaft gewinnen konnte. Nachdem er 2009 für zwei Monate an den unterklassigen Verein Toledo Colônia Work verliehen worden war, verlieh man ihn im Januar 2010 zusammen mit seinen Landsmännern Alex Cazumba und Leonardo an den Major League Soccer Verein Los Angeles Galaxy. Sein Debüt gab Juninho am 27. März 2010 im Eröffnungsspiel der Saison 2010 gegen New England Revolution. In Los Angeles blieb er bis Dezember 2011 und konnte in 55 Ligaspielen für die Kalifornier sechs Treffer bejubeln, darunter sein Premierentor am 4. Juli 2010 gegen Seattle Sounders FC, das als „Tor der 14. Woche“ ausgezeichnet wurde. Bei seiner Zeit in den USA reifte Juninho zum Schlüsselspieler. Zum Jahreswechsel 2011/12 kehrte Juninho nach São Paulo zurück.

## Titel und Ehrungen
- Los Angeles Galaxy
  - MLS Supporters’ Shield (2010, 2011)
  - MLS Cup (2011, 2012)